# Atractylis

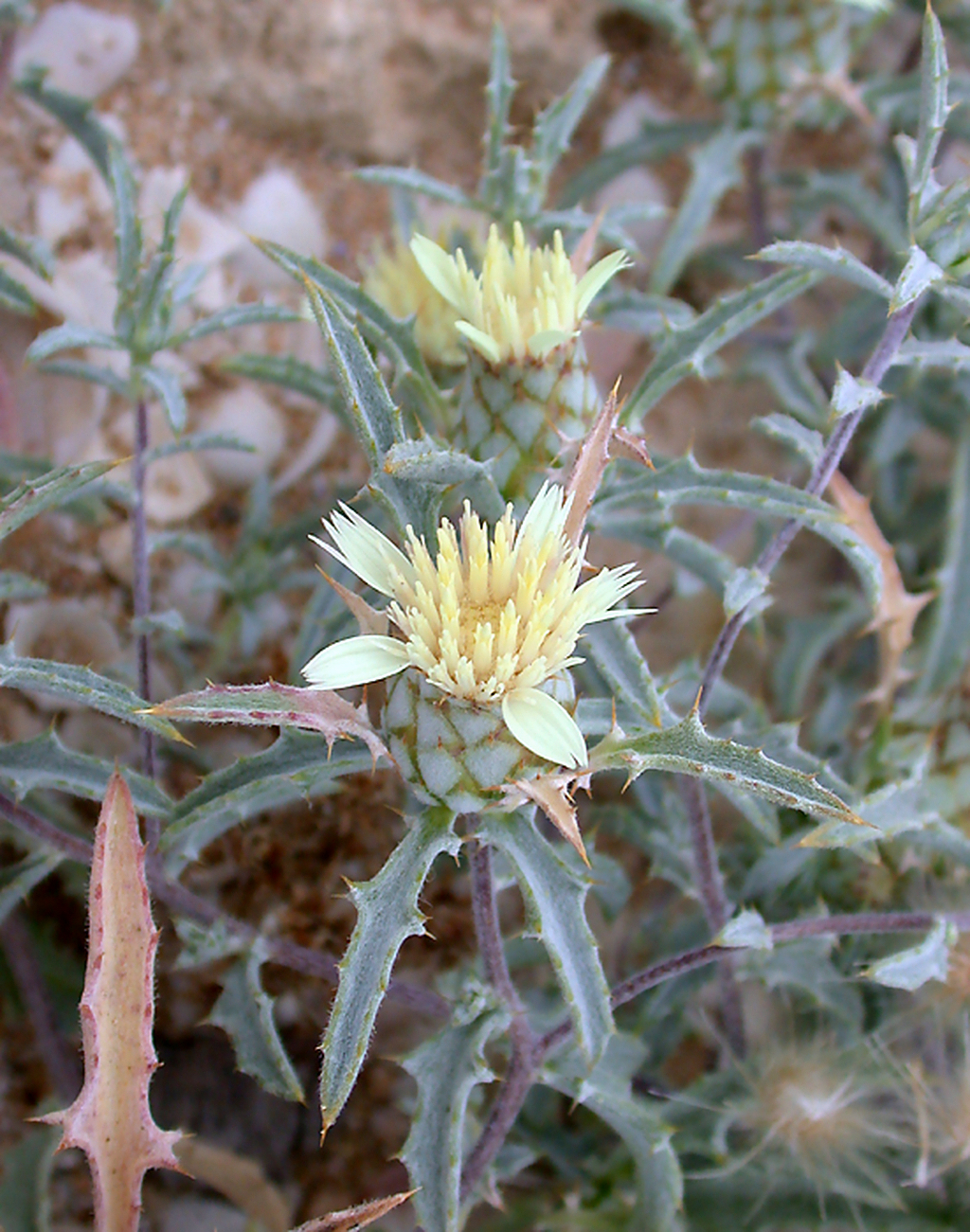
Otro ejemplo del género: Atractylis carduus, con flores amarillas y limbos de las lígulas diversamente lobulados

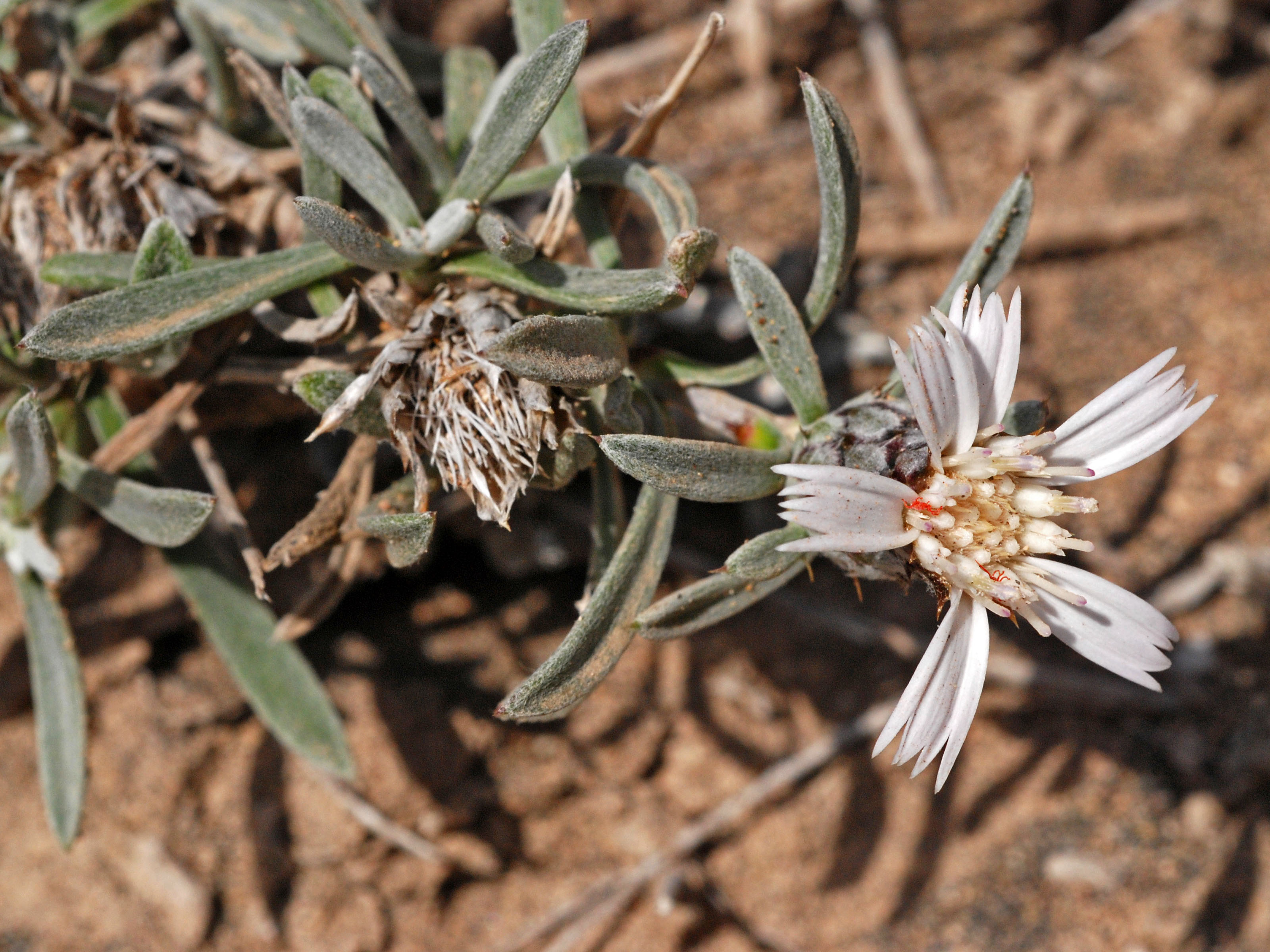
Una especie endémica de las Islas Canarias con flores blancuzcas: Atractylis preauxiana

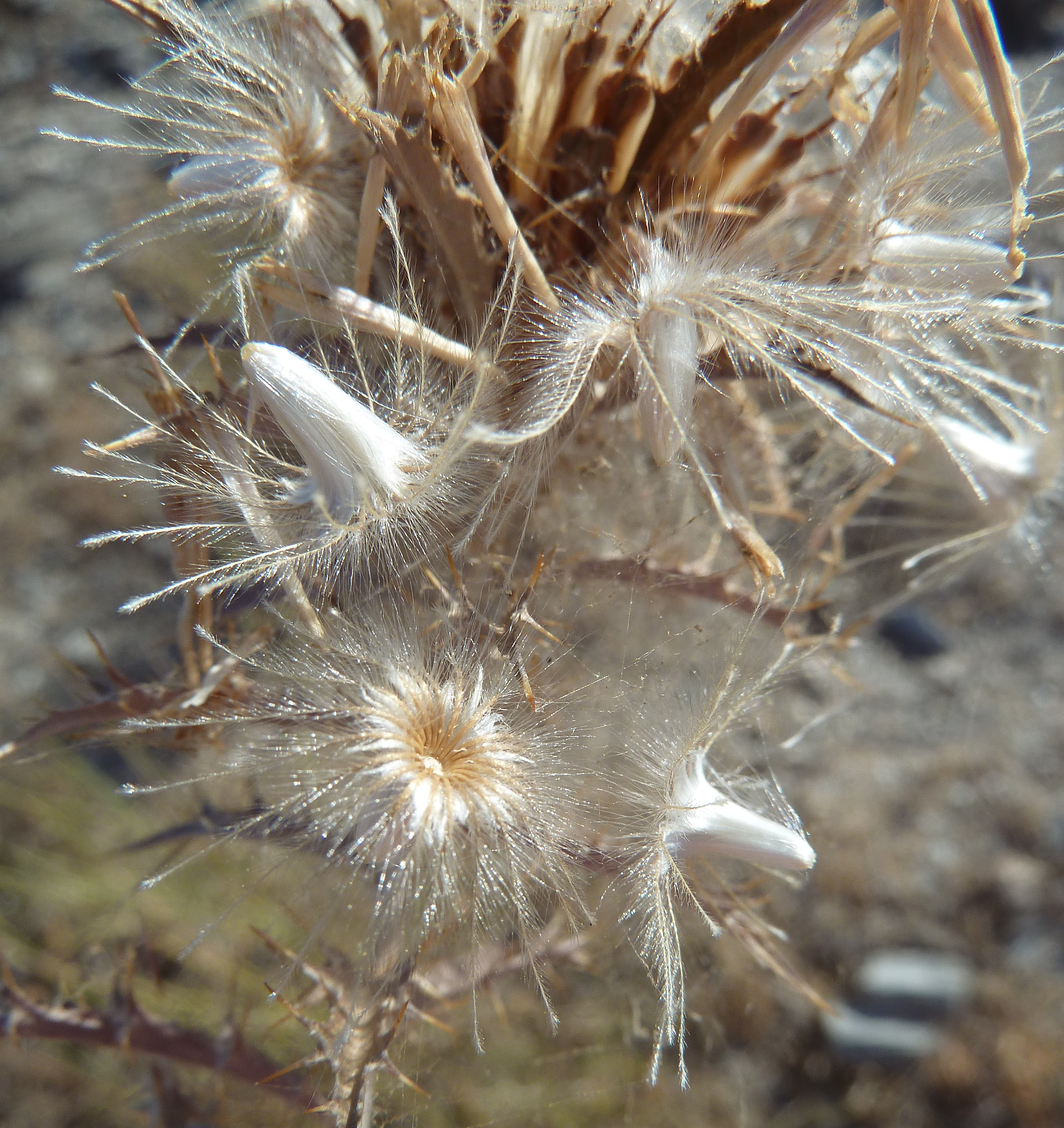
Ejemplo de cipselas veludas con vilano plumoso, características del género, en Atractylis humilis.

Atractylis es un género con unas 90 especies descritas, de las cuales cerca de 30 están aceptadas, de Plantas herbáceas de la familia Asteraceae.
Es un taxón excepcional, pues es el único en la subfamilia Carduoideae que tiene flósculos centrales y, frecuentemente,  ligulas periféricas, aunque estas últimas pueden tener el gineceo y el androceo no funcionales y engendrar entonces semillas inviables.

## Descripción
Son plantas herbáceas o subarbustos anuales o perennes, de tallos simples o ramificados, no alados. Las hojas son alternas o en roseta basal, sentadas, pero no decurrentes, dentadas, pinnatífidas o pinnatipartidas, con márgenes generalmente espinosos. Los capítulos son terminales, solitarios, sentados y rodeados de hojas involucrales que pueden ser muy diferentes tanto de las hojas caulinares superiores como de las brácteas involucrales (pero frecuentemente interpretadas como brácteas involucrales externas y llamadas por autores «involucre supplémentaire»). Dicho involucro propiamente dicho es ovoide, ovoide-acampanado o algo globoso, con las brácteas dispuestas en 5-15 series, imbricadas, más o menos coriáceas, herbáceas o escariosas, con espina apical, mayores centripetamente. El receptáculo es plano, alveolado, con conspicuas páleas blancas, ciliadas y laceradas más o menos soldadas basalmente, formando así una suerte de celdilla que aloja a las cipselas. Las flores centrales son flósculos hermafroditas, mientras que algunas o todas las de la periferia son lígulas hermafroditas o neutras (con estaminodios y estilodio), aunque en contados casos pueden faltar por completo. La corola de los flósculos es tubular, pentámera, glabra, de color blancuzco a violeta, rosado, purpúreo o amarillo; la de las lígulas, usualmente del mismo color que los flósculos, es apicalmente uni a pentadentada. Las cipselas son homomorfas, cilíndricos u obovoides, densamente seríceas, con pelos unicelulares largos, con placa apical plana de borde entero y nectario central persistente inconspicuo. El vilano, simple, es de un color blanco níveo, con 1-3 filas de pelos plumosos, libres entre sí o a penas soldados basalmente por pares, y soldados también a la placa apical, caedizo en bloque.

## Distribución
Género esencialmente mediterráneo, con representantes en Macaronesia y el suroeste de Asia, en  terrenos secos y rocosos. Unas especies hasta en los desiertos de la Península arábiga.

## Taxonomía
El género fue descrito por Carlos Linneo y publicado en Species Plantarum, vol. 2, p. 829 en 1753, y más detalladamente en Genera Plantarum, n.º 837, p. 360 en 1754. No han sido designados ni holotipo, ni lectotipo.
Etimología
Atractylis: prestado del latín atractylis, -ĭdis, del vocablo griego ατραχτυλίς que es derivado de άτραχτος, -άχτου, huso, empleado por Dioscórides y, luego, Plinio el Viejo (21, 53 y 21, 184) para nombrar una planta espinosa de flores amarillas en capítulos igualmente espinosos que usaban las mujeres para cardar y que corresponde muy probablemente a la especie Carthamus lanatus o Carthamus leucocaulos. El nombre genérico fue creado por Carlos Linneo - sin más explicaciones-   en 1737 para plantas sin relación alguna con las anteriormente aludidas y como sustituto del género Crocodilodes de Sébastien Vaillant, 1718. Fue validado posteriormente por el mismo Carlos Linneo en Species Plantarum, vol. 2, p. 829-830, 1753 y ampliada su descripción en Genera Plantarum, p. 360, 1754.

### Sudivisiones
Se propuso, en una primera tentativa, subdividir el género en 5 secciones y, posteriormente y basándose en 26 apomorfias de 38 especies de 6 géneros de Carlininae y Carduinae (Amphoricarpos - 1 sp., Xeranthemum - 1 sp., Carlina - 9 spp., Thevenotia - 1 sp., Staehelina - 2 spp. y Atractylis - 17 spp.), en 2 subgéneros y 3 secciones y, además, rehabilitar el género Chamaeleon y transferir ciertas especies de Atractylis a los géneros Carlina y Atractylodes.
- Atractylis subgen. Atractylis Allioni, 1785
Brácteas con apéndices apicales escariosos; anillo colector en el estilo; vilano de una sola serie de unos 20 pelos plumosos (A. cancellata, A. prolifera, A. serrata,...)
- Atractylis subgen. Spadactis (Cass.) Petit, 1988 
Brácteas con apéndices apicales espinosos; sin anillo colector en el estilo; vilano de 1-3 series de 17-70 pelos plumosos

- Sect. Spadactis (Cass.) DC., 1837 emend. Petit, 1988 
Vilano en 2-3 series de 50-60 pelos (A. carduus, A. delicatula, A. babelii, ...)
- Sect. Cirsellium (Gaertn.) DC., 1837 emend. DC.
Vilano en 1 serie de 17-23 pelos; anteras con apéndices sagitados basales ciliados y apéndice apical  puntiagudo (A, caespitosa, A. polycephala, ...)
- Sect. Anactis (Cass.) DC., 1837 emend. Petit, 1988
Vilano en 1 serie de 17-23 pelos; anteras con apéndices sagitados basales lisos a dentados y apéndice apical redondeado (A. serratuloides, A. echinata, A. phaelopis, ...)

## Citología
Número básico de cromosomas: x = 10.

## Especies  aceptadas
- Atractylis arabica Rech.f.
- Atractylis arbuscula Svent. & Michaelis
- Atractylis aristata Batt.
- Atractylis auranitica Rech.f.
- Atractylis babelii Hochr.
- Atractylis boulosii Täckh.
- Atractylis caerulea Batt.
- Atractylis caespitosa Desf. non Viv.
- Atractylis cancellata L.
- Atractylis carduus (Forssk.) C.Chr.
- Atractylis ciliaris L.
- Atractylis cryptocephala (Baker) F.G.Davies
- Atractylis delicatula Batt. ex L.Chevall.
- Atractylis delvarii Mozaff.
- Atractylis echinata Pomel
- Atractylis humilis L.
- Atractylis kentrophylloides (Baker) F.G.Davies
- Atractylis mernephthae Asch., Schweinf. & Letourn.
- Atractylis mutica C.C.Towns.
- Atractylis phaeolepis Pomel
- Atractylis polycephala Coss.
- Atractylis preauxiana Sch.Bip.
- Atractylis prolifera Boiss.
- Atractylis scabra Boiss.
- Atractylis serrata Pomel
- Atractylis serratuloides (Cass.) Sieber ex Cass.
- Atractylis sojakii Rech.f.
- Atractylis tutinii Franco
- Atractylis yemensis Podlech[2]

En España, incluidas las Islas Canarias, están presentes solo las siguientes especies:
- Atractylis arbuscula  - solo en las Islas Canarias (Gran Canaria, Lanzarote)
- Atractylis cancellata
- Atractylis humilis
- Atractylis preauxiana  - solo en las Islas Canarias (Gran Canaria, Tenerife)
- Atractylis tutinii, aunque autores no consideran válida la especie, y la asimilan a una clina extrema de A. humilis.[5][12]